# النزاع في السويداء 2025
النزاع في السويداء 2025 هي حادثة عنف مسلح وقعت في يوليو 2025 في ريف محافظة السويداء جنوب سوريا، وتُعتبر نقطة اشتعال لأزمة أمنية معقدة بين العشائر السنية البدوية والفصائل الدرزية في المحافظة.

## خلفية النزاع
بدأت التوترات في محافظة السويداء على خلفية خلافات متزايدة بين عشائر بدوية وفصائل مسلحة ، نتيجة قطع طريق السويداء من قبل المسلحين لعدة مرات و اختطاف تاجر درزي و مصادرة سيارته و البضائع الموجودة بها و اهانته و ضربه و شتمه بدينه و معتقداته ، و يعاودوا الدروز الرد بخطفهم 15 شخصا بدويا عندها هاجمت فصائل درزيه مسلحه حي المقوص السني وسط السويداء وحاصرته وقصفته واحرقت المنازل فيه وقتلت المدنيين 
في محاولة لاحتواء الموقف وفرض النظام، تدخلت قوات وزارتي الدفاع و الداخلية السورية ودخلت الى القرى الدرزية لفض النزاع بناءاً على اتفاق مع مشايخ وقادة دينيين على رأسهم الشيخ الهجري المتحكم بكل المسلحين الدروز لكنه سرعانما انقلب على الاتفاق وعندها قامت  لميليشات الدرزيه بالغدر بالجيش وقامت بعمل مذابح بحق عناصر الجيش والأمن لترد الحكومه بهجوم واسع على المحافظه استطاعت من خلاله السيطره على الريف الغربي ومركز المدينة ليطلب الهجري مساعدة اسرائيل لتتدخل وتبدأ بقصف ارتال الجيش والامن ومبنى رئاسه اركان الجيش الشوري وسط العاصمه دمشق وارتكبت بهم مذابح ما زاد من حده الموقف المحتقن طائفياً ودفع الموقف نحو الانفجار الذي نتج عنه انتهاكات جسيمه قام بها المجموعات المسلحة الدرزية ( عصابات الهجري المسلحة) بحق المدنيين من البدو و العشائر و الامن العام .

## التدخل الجوي الإسرائيلي
في 15 و16 يوليو 2025، نفذ سلاح الجو الإسرائيلي سلسلة غارات جوية مكثفة على مواقع عسكرية سورية في محيط العاصمة دمشق وفي ريف السويداء، وذلك على خلفية ما وصفته إسرائيل بتهديدات أمنية تمس الطائفة الدرزية في سوريا. وشملت الغارات مبنى وزارة الدفاع السورية، وغرفة عمليات يعتقد أنها تضم ضباطًا من الحرس الثوري الإيراني (لايوجد حرس ثوري ايراني في دمشق بعد سقوط نظام الاسد)، ومستودعات ذخيرة في منطقة الكسوة، ونقاط دعم لوجستي في محيط السويداء.
أعلنت إسرائيل أن هذه الضربات كانت "ردًا وقائيًا" لحماية السكان الدروز في سوريا، بعد طلبات دعم من قيادات درزية في الجولان وفلسطين المحتلة.

## انسحاب الجيش السوري ومجزرة بدو السويداء
في 16 يوليو 2025، وقع اتفاق تهدئة بين الحكومة السورية والقيادات الدرزية في السويداء، نص على انسحاب القوات الحكومية من بعض المواقع وتسليم الأمن للفصائل المحلية. وأدى هذا الانسحاب إلى فراغ أمني في القرى البدوية، والذي استغله مسلحون عصابات الهجري في 17 يوليو 2025 لتنفيذ هجوم استهدف مدنيين من أبناء العشائر البدوية السنية، ما أسفر عن مقتل 3 مدنيين وتهجير مئات بدفع إضافي من الحكومة الانتقالية.

## عدد الضحايا
وفقًا لتقارير المنظمات الحقوقية، بلغ عدد القتلى في المجزرة ما لا يقل عن 42 مدنيًا، بينما تحدثت مصادر غير رسمية عن أكثر من 60 قتيلاً ومئات المهجرين.

## ردود الفعل

### محلية:
ظهر الرئيس السوري أحمد الشرع، في فيديو خطاب رسمي موجّه إلى الشعب السوري، حيث أدان بشدة مجازر السويداء، وأكد على ضرورة الحفاظ على وحدة السوريين وسلامة أراضيهم، ودعا إلى ضبط الأمن ومحاسبة مرتكبي العنف بغض النظر عن انتماءاتهم.

### دولية:
- أدانت فرنسا ما وصفته بـ"الفظائع ضد المدنيين في السويداء"، وطالبت بتحقيق دولي عاجل.[3]
- وصفت المعارضة السورية الحادثة بأنها "جريمة تطهير طائفي" ارتكبت في ظل انسحاب وتواطؤ رسمي.
- عبرت قيادات درزية محلية عن رفضها التام للمجزرة، وطالبت بتسليم الجناة ومحاكمتهم.

### دعوات للتحقيق
طالبت منظمة العفو الدولية بفتح تحقيق مستقل في المجزرة، ونشرت بيانًا دعت فيه السلطات السورية إلى الكشف عن هوية الجناة ومحاسبتهم.